# PetroChina
PetroChina este o companie petrolieră cu capital majoritar de stat din Republica Populară Chineză.
PetroChina este o unitate a companiei chineze de stat China National Petroleum Corp (CNPC) și totodată cea mai mare companie petrolieră a țării.
În noiembrie 2007, la debutul de pe Shanghai Stock Exchange, compania și-a triplat valoarea, devenind prima companie mondială ca valoare de piață, însumând peste o mie de miliarde de dolari și devansând rivalul petrolier, Exxon Mobil, cu o capitalizare bursieră de 448 miliarde de dolari.
Totuși, valoarea acțiunilor PetroChina de pe New York Stock Exchange i-a conferit acesteia o capitalizare de doar 325 miliarde dolari (25 decembrie 2007). 

## Leături externe
- http://www.petrochina.com.cn/ptr/ Arhivat în 29 septembrie 2011, la Wayback Machine. - Site web oficial